# Gratacel de l'Hospitalet
El Gratacel de l'Hospitalet o Casa Pons Vila és un edifici situat a la cantonada de la carretera de Collblanc amb el carrer del Progrés de l'Hospitalet de Llobregat, catalogat com a bé cultural d'interès local.

## Història
L'edifici volia respondre als problemes d'augment de població que es van produir als anys 1920, i 
va ser projectat per l'arquitecte Ramon Puig i Gairalt el 1927 per a Joan Pons Vila. Aquest, en no poder construir un edifici d'aquestes característiques a Barcelona, escollí uns terrenys a L'Hospitalet, a pocs metres de l'entrada de la ciutat comtal per la carretera de cap a Madrid. Fou construït en divuit mesos, i en documents del 1931 s'afirma que es volia construir «una casa de forma no corrent i que havia de constituir un element de primer ordre per a la ciutat».

## Descripció
Consta de planta baixa i onze pisos, amb una alçada total de 44,50 m, insòlita a l'època, essent en aquell moment la casa de renta més alta de Catalunya.
Exteriorment té una forma piramidal i fa un joc d'entrants i sortints amb els balcons, que es troben al xamfrà i a mesura que pugen es fan més petits. Consta d'uns cossos poligonals que sobresurten del pla de la façana. Se sosté per una armadura de ferro, l'entramat del qual és anàleg al sistema constructiu americà de gratacels, que la protegeix contra els terratrèmols, de manera que els murs no són estructurals, sinó només de tancament.
A l'interior hi ha dos patis de ventilació i la caixa d'escala té ascensor (de fet, va ser el primer edifici de l'Hospitalet que va tenir-lo, un luxe en aquell moment). Hi ha un total de 34 habitatges: quatre per replà a les sis primeres plantes; tres a la setena; dos a les plantes vuit, nou i deu; i un a l'última planta. Tots els tenien calefacció i bany.
L'estil emprat és protoracionalista amb alguns elements d'art decó. També poden apreciar-se alguns tocs d'expressionisme alemany pel que fa a la volumetria i alguns detalls de la planta. Amb aquest estil, l'arquitecte experimentava amb noves tècniques constructives, i trencava amb els estils que havia utilitzat fins llavors.